# 木曜島

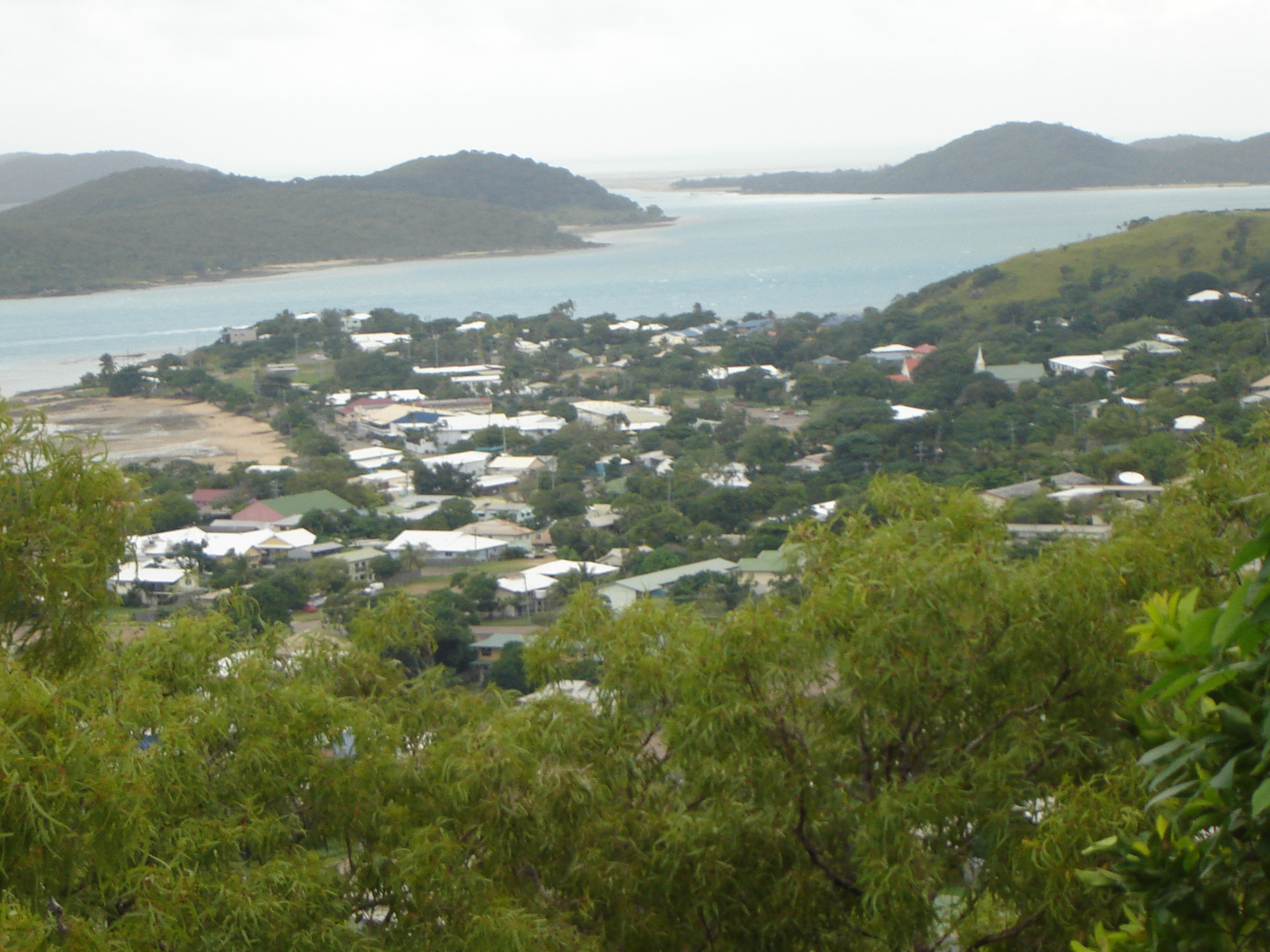
木曜島の眺め

木曜島（もくようとう、Thursday Island）は、ニューギニア島とオーストラリアとの間にあるアラフラ海のヨーク岬半島沖、トレス海峡の南部に位置するオーストラリア領トレス海峡諸島の小島である。「TI」と略されることもあり、また先住民（トレス海峡諸島民）の呼び名であるワイベン島（Waiben、「水のない島」の意）も使われる。
ヨーク岬からは39km北西にあり、プリンスオブウェールズ島（ムラルグ島、Muralug）などの大きな島々に挟まれた面積わずか3.5平方kmの小島に過ぎないが、トレス海峡諸島の行政と経済の中心となってきた島である。人口は2,805人（2021年）。島の最高地点はミルマン・ヒルで、標高は104mあり、第二次世界大戦中の軍事施設が残る。

## 歴史
1789年にバウンティ号の反乱で追放されたウィリアム・ブライ艦長らが、漂流中に近くの水曜島、金曜島とともに命名したとされる。
島の周辺海域は真珠貝の生息地で、これを採取する潜水夫（ダイバー）たちの基地があった（ボタンの材料として貝殻を採取するのが主目的で、真珠はむしろついでだった）。明治から第二次世界大戦前まで日本人採取者が多数居住しており、潜水病などで命を落とした日本人は約800人にも達するという。海に慣れた和歌山県串本町の出身者が多く、同町が潮岬に設けている「潮風の休憩所」には潜水ヘルメット、大漁旗、羅針盤など100点以上の関連資料が展示されている。   
司馬遼太郎の作品に彼らを題材にした中編『木曜島の夜会』がある。
全盛期には島民の7割近くが日本人だったこともある。当時の真珠貝採取事業には原住民やニューギニアの原住民を働かせていたが、明治初期に西洋式近代灯台を設置するために日本に滞在していた英国人技師が、親しくなった日本人をこの島に連れてきた際、日本人が異常にたくさんの貝を取った。その後、和歌山県南部出身者を中心に大量の出稼ぎ民が相次ぎ来島し、日本人事業主まで現れた。島には明治8年に亡くなった日本人の墓地があり、それ以前から来ていたことが推測される。
1900年にオーストラリアが独立後、オーストラリア政府は日本人移民を禁止したが、英国人事業主にとって日本人潜水夫無しには事業が成り立たないので、英領だった香港経由での密入国は半ば公然と行われていた。またこの移民排斥運動は英国人事業主を追い落とすほどに成長していた日本人事業主・佐藤虎次郎を追い出すために英国人事業主達がロビー活動した結果であり、いわゆる「白豪主義」の典型例である。
第二次世界大戦ではオーストラリア北部は日本軍の猛攻にさらされ（「日本のオーストラリア空襲」参照）、トレス海峡諸島は防衛と反撃の拠点となった。オーストラリア軍とアメリカ軍が基地を置くため、1942年1月には全島民は退去させられ、日系人は本土の収容所に送られた。日本軍は周囲の島の基地などには激しい爆撃を加えているが、木曜島には爆撃は加えなかった。
戦後、収容所から解放された日本人の中には、再び木曜島へ戻る者もおりサモア系、中国系、マレー系住民の配偶者を得て小さいながらも日系人社会が形成された。
戦後はプラスチック製ボタンが普及したため、貝殻の需要は激減した。真珠の養殖も行われたが、1960年代末に沖合いでタンカーが座礁したことで流出した油により海が汚染され、真珠貝は壊滅した。現在ではイセエビ漁が島の主な産業となっている。